# الیوپکینگا (کالیفرنیا)
الیوپکینگا، کالیفرنیا (به انگلیسی: Alyeupkigna, California) یک منطقهٔ مسکونی در ایالات متحده آمریکا است که در کالیفرنیا واقع شده‌است.

## خصوصیات
الیوپکینگا ۱۷۰ متر بالاتر از سطح دریا واقع شده‌است.